# مارتینیتسه (ناحیه ژدار ناد سازاوو)
مارتینیتسه (به چکی: Martinice) یک منطقهٔ مسکونی در جمهوری چک است که در ناحیه ژدار ناد سازاووو واقع شده‌است. مارتینیتسه ۶٫۰۴ کیلومتر مربع مساحت و ۴۳۹ نفر جمعیت دارد و ۵۰۳ متر بالاتر از سطح دریا واقع شده‌است.